# Kirill Alfredowitsch Pirogow

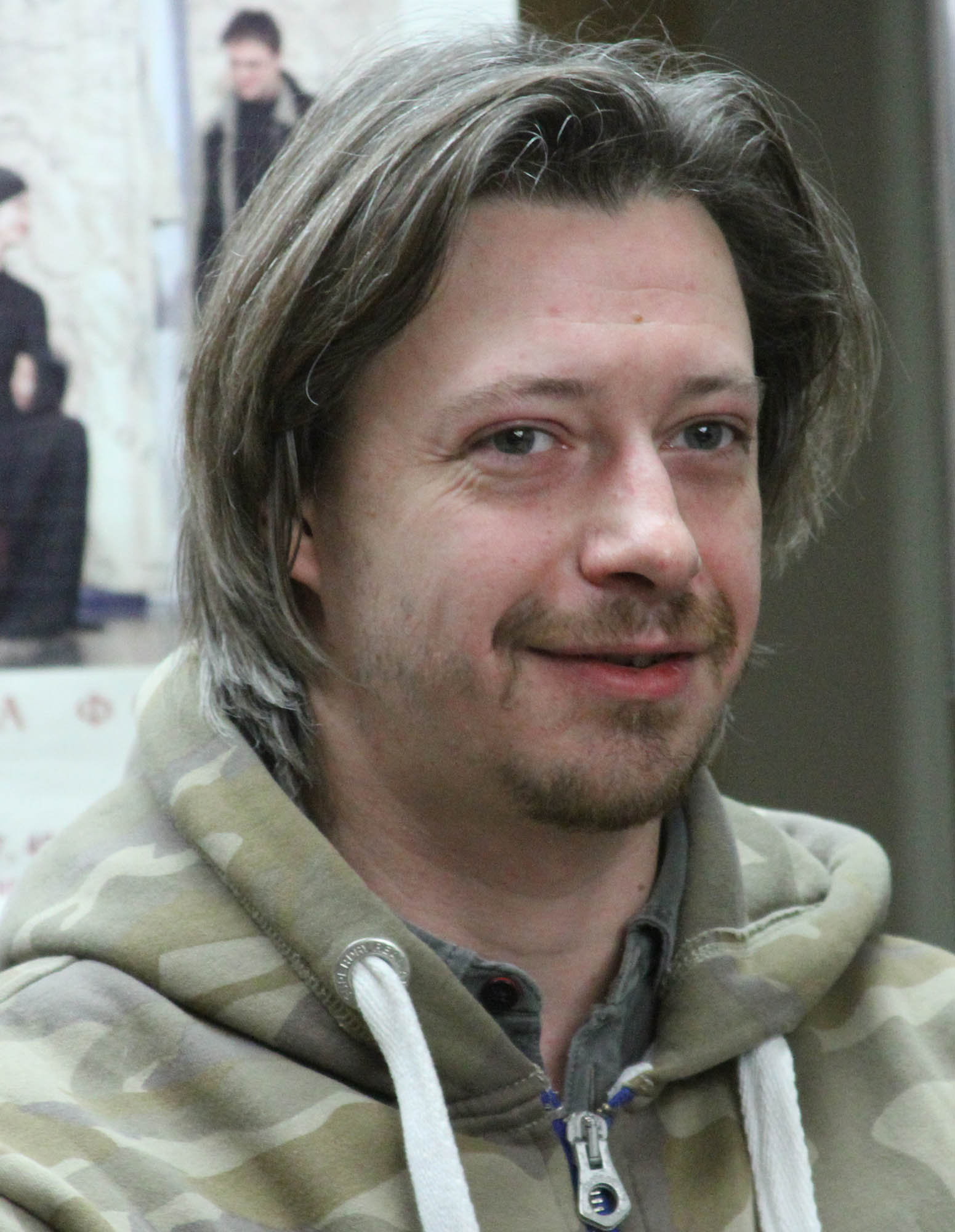
Kirill Pirogow (2014)

Kirill Alfredowitsch Pirogow (russisch Кирилл Альфредович Пирогов; * 4. September 1973 in Teheran, Iran) ist ein russischer Schauspieler.

## Leben
Kirill Pirogow wurde in Teheran geboren, wo sein Vater Alfred Pirogow im Export-Geschäft mit schweren Baumaschinen tätig war. Danach zog die Familie für vier Jahre nach Budapest. Kurz vor der Einschulung zog Pirogow mit seinen Eltern nach Moskau zurück.
Sein Schauspielstudium schloss er 1994 in Moskau bei der Schtschukin-Theaterhochschule ab und arbeitete am Theater Masterskaja Petra Fomenko.
Bekanntheit erlangte Pirogow in der Rolle des Ilja Setewoj in Bruder 2, einer Fortsetzung des Films von Alexei Balabanow Der Bruder. 2002 spielte er die Hauptrolle in der Fernsehreihe Tagebuch eines Mörders. 2012 spielte er die Hauptrolle (Anton Tschechow) in Poklonniza. 2017 spielte er Iwan Iljin in Trotzki. In der britisch-US-amerikanischen Fernsehserie McMafia spielte Pirogow 2018 in 8 Episoden den Russen Ilya Fedorov.
Pirogow komponiert auch Filmmusik, 2007 wurde er für die beste Filmmusik für einen Nika nominiert.

## Privates
Pirogow ist mit seiner Schauspielkollegin Galina Tjunina liiert.

## Filmografie (Auswahl)
- 1995: Orjol i reschka (Орёл и решка)
- 2000: Bruder 2 (Брат 2)
- 2001: Ungleiche Schwestern (Сёстры)
- 2002: Tagebuch eines Mörders (Дневник убийцы)
- 2003: Spaziergang (Прогулка)
- 2003: Asasel (Азазель)
- 2004: Rote Kapelle (Красная капелла)
- 2005: Shmurki (Жмурки)
- 2006: Piter FM (Питер FM)
- 2006: Doktor Schiwago (Доктор Живаго)
- 2007: Agitbrigada "Bej wraga!" (Агитбригада «Бей врага!»)
- 2008: Igra (Игра)
- 2008: Dark Planet (Обитаемый остров)
- 2009: Die Verschwundenen (Исчезнувшие)
- 2009: Admiral (Адмиралъ)
- 2012: Poklonniza (Поклонница)
- 2014: Raskop (Раскоп)
- 2015: Ein Sommernachtstraum (Сон в летнюю ночь)
- 2017: Rasbudi menja (Разбуди меня)
- 2017: Trotzki (Троцкий)
- 2018: McMafia (Макмафия)

## Auszeichnungen (Auswahl)
- 1995: Nika für das beste Kinodebüt (Orjol i reschka; Regie: Giorgi Danelia)
- 2005: Verdienter Künstler Russlands[9]
- 2008: Goldener Witjas[8]